# Kaya Scodelario
Kaya Rose Scodelario-Davis (ur. jako Kaya Rose Humphrey 13 marca 1992 w Haywards Heath) – brytyjska aktorka i modelka. Występowała m.in. w serialu Kumple i filmie Piraci z Karaibów: Zemsta Salazara.

## Życie prywatne
Scodelario biegle mówi po portugalsku, jej ojciec jest Anglikiem, a matka Brazylijką. Jej rodzice rozwiedli się i Scodelario była wychowywana przez matkę, po czym przyjęła jej nazwisko. We wczesnym dzieciństwie była prześladowana, przez co miała niskie poczucie wartości, więc ucieczką przed rzeczywistością stał się teatr. Sławę zyskała dzięki roli Effy Stonem w serialu Kumple.
W latach 2015–2024 była żoną Benjamina Walkera.

## Filmografia

### Filmy fabularne
- 2009: Moon jako Eve Bell
- 2010: Shank jako Tasha
- 2010: Starcie tytanów (Clash of the titans) jako Peshet
- 2011: Wichrowe Wzgórza (Wuthering Heights) jako Katarzyna Earnshaw
- 2012: Niech będzie teraz jako Zoey
- 2012: Stay With Me jako Lamb
- 2012: Dwadzieścia8k jako Sally Weaver
- 2013: Emanuel and the Truth about Fishes jako Emanuel
- 2013: Invisible jako Lola
- 2014: Więzień labiryntu (The Maze Runner[2]) jako Teresa
- 2015: Tiger House jako Kelly
- 2015: Więzień labiryntu: Próby ognia jako Teresa
- 2017: Piraci z Karaibów: Zemsta Salazara (Pirates of the Caribbean: Dead Men Tell No Tales) jako Carina Smith[2]
- 2018: Więzień labiryntu: Lek na śmierć jako Teresa
- 2018: Podły, okrutny, zły jako Carole Anne Boone
- 2019: Pełzająca śmierć jako Haley Keller
- 2021: Resident Evil: Witajcie w Raccoon City jako Claire Redfield
- 2022: Córka króla (The King's Daughter) jako Marie-Josephe D'Alember (nakręcony w 2014)
- 2022: Nie opuszczaj mnie (Don't Make Me Go) jako Annie
- 2022: Oto święta (This Is Christmas) jako Emma

### Seriale telewizyjne
- 2007–2013: Kumple (Skins[2]) jako Effy Stonem
- 2012: True Love jako Karen
- 2013: Southcliffe jako Anna
- 2020: Spinning Out jako Katerina „Kat” Baker
- 2020: Tajemnica Bladego Konia jako Hermia Easterbrook
- 2024: Dżentelmeni (The Gentlemen) jako Susie Glass

## Teledyski
- 2010: Plan B - "Stay too long"
- 2010: Plan B - "She Said"
- 2010: Plan B - "Love Goes Down"
- 2011: Plan B - "Writing's On The Wall"
- 2012: Robbie Williams - "Candy"